# Paweł Zmarzlik
Paweł Zmarzlik (ur. 24 sierpnia 1990 w Gorzowie Wielkopolskim) – polski żużlowiec.

## Życiorys

### Życie prywatne
Brat Bartosza Zmarzlika, również żużlowca.

### Kariera sportowa
Wychowanek Stali Gorzów Wielkopolski. Karierę w sporcie żużlowym rozpoczął w 2007 roku. Pierwsze kroki na dużym torze stawiał pod nadzorem trenera Stali – Stanisława Chomskiego. W 2010 wraz z Adrianem Szewczykowskim i Łukaszem Cyranem wywalczył MMPPK. W sezonach 2007 i 2009 zdobył, wraz z kolegami z zespołu, srebro w MDMP. W 2007 z drużyną Stali Gorzów Wielkopolski wywalczył awans do Ekstraligi. W sezonie 2009 w XII Memoriale im. Edwarda Jancarza rozgrywanym na torze w Gorzowie Wielkopolskim, który odbywał się w formie turnieju par, wspólnie z Duńczykiem Nickim Pedersenem wywalczył 2. miejsce w turnieju, zdobywając 6 pkt. Jest finalistą MIMP w 2010, jednakże w zawodach tych nie wystąpił z powodu groźnej kontuzji, jakiej nabawił się w finale Srebrnego Kasku w Bydgoszczy. W sezonie 2010 w barwach swojego macierzystego klubu wywalczył 31 pkt. w 10 meczach.
W kolejnym sezonie odjechał jeden mecz (wyjazdowy w Rzeszowie), a w drugim (przeciwko Włókniarzowi) miał upadek w pierwszym wyścigu, w wyniku którego odnowiła się kontuzja. Po sezonie 2011 zdecydował się zakończyć karierę.

### Po zakończeniu kariery
Obecnie jest jednym z mechaników w teamie swojego brata – Bartosza.

## Osiągnięcia
- MDMP –  2007, 2009
- MMPPK –  2010
- DMLJ –  2010,  2009, 2008 (V)
- IMLJ – 2009 (VII), 2008 (XVI)
- SK – 2010 (XIV)
- BK – 2009 (VI)